# جون ستاينباك الرابع
جون ستاينباك الرابع (بالإنجليزية: John Steinbeck IV)‏ (12 يونيو 1946، نيويورك في الولايات المتحدة - 7 فبراير 1991، إنسينيتاس في الولايات المتحدة)؛ كاتب، صحفي وروائي أمريكي.